# Келемен, Милош
Милош Келемен (словац. Miloš Kelemen; род. 6 июля 1999, Зволен, Банска-Бистрицкий край) — словацкий профессиональный хоккеист, нападающий клуба национальной хоккейной лиги «Аризона Койотис» (с 2022 года). Игрок сборной Словакии по хоккею с шайбой. Бронзовый призёр Олимпийских игр 2022 года. Чемпион Словакии по хоккею с шайбой 2021 года.

## Клубная карьера
Келемен воспитывался в хоккейной академии клуба словацкой экстралиги «Зволен». В сезоне 2016/17 годов дебютировал за основную команду.
2 июля 2018 года подписал контракт с ХК «Слован» из Братиславы, выступающим в Континентальной хоккейной лиге (КХЛ), но в сезоне 2018/19 годов провел всего две игры в КХЛ, после чего вернулся в ХК «Зволен».
17 июня 2020 года Келемен подписал новый контракт со «Зволеном». В следующем сезоне 2020/21 годов Келемен забил 19 шайб и отдал 19 результативных передач, набрав 38 очков в 45 матчах регулярного чемпионата. Его успешная игра помогла «Зволену» завоевать чемпионство.
1 мая 2021 года Келемен покинул «Зволен» и подписал контракт с клубом чешской экстралиги (ELH) «Млада Болеслав». В сезоне 2021/22 годов Келемен набрал 18 очков в 44 матчах регулярного чемпионата Чехии. Он увеличил свои показатели в плей-офф и помог «Млада Болеслав» дойти до полуфинала. В знак признания его впечатляющего выступления, Келемен был выбран лучшим новичком года в чешской экстралиге.
6 мая 2022 года Келемен, как свободный агент, не прошедший драфт, подписал двухлетний контракт с «Аризоной Койотис» из Национальной хоккейной лиги (НХЛ). Келемен начал сезон 2022/23 годов в составе аризонского клуба Американской хоккейной лиги «Тусон Роудраннерс». 19 ноября 2022 года он исполнил хет-трик в матче против «Сан-Хосе Барракуда». В январе 2023 года «Аризона» отозвала Келемена и уже 24 января он дебютировал в НХЛ в матче против «Анахайм Дакс». Свою первую шайбу в НХЛ Келемен забил 1 апреля в матче против «Сан-Хосе Шаркс». В том сезоне он сыграл в 14 матчах за «Койотс», забив одну шайбу.
В сезоне 2023/24 годов продолжил играть в НХЛ. На его счету 10 матчей за «Аризону Койотис» и одна результативная передача. Большую часть сезона словак отыграл за фарм-клуб «Тусон Роудраннерс».

## Карьера в сборной
В декабре 2017 года был вызван в молодёжную сборную Словакии для участия в чемпионате мира, на котором словаки стали седьмыми. Через год также был в составе молодёжной сборной Словакии и участвовал в чемпионате мира, где команда стала восьмой.
В 2021 году принимал участие в чемпионате мира, который состоялся в Латвии. Национальная сборная Словакии на том турнире была восьмой, а Милош в шести играх отметился одной шайбой.
В 2021 году принял участие в квалификационных играх к зимним Олимпийским играм 2022 года, где Словакия получила заветную путёвку на Игры четырёхлетия. В Пекине сборная Словакии завоевала бронзовые медали, а Келемен был одним из триумфаторов того турнира, сыграв семь матчей и сделав одну результативную передачу.
Милош был приглашён в сборную Словакии для участия в чемпионате мира 2023 года, где команда стала девятой, не сумев выйти в четвертьфинал. На счету Келемена семь игр и одна результативная передача.
В 2024 году вновь приглашён в состав первой национальной сборной Словакии для участия в чемпионате мира, который состоялся в Чехии.